# Цанев, Георги
Георги Цанев Ценов (21 сентября (3 октября) 1895, с. Борован, Врачанский округ, Османская империя — 21 июля 1986, София) — болгарский критик, литературовед, историк литературы, педагог, профессор (1949), заведующий кафедры истории болгарской литературы факультета славянской филологии Софийского университета, народный деятель культуры Болгарии (1971), академик Болгарской академии наук (1974).
Один из видных деятелей литературно-культурной жизни Болгарии.

## Биография
Участник Первой мировой войны, год находился в плену.
Выпускник Софийского университета 1923 г. Специалист славянской филологии. В 1926—1928 — стажировался в Карловом университете в Праге. Учительствовал.
Член Болгарской коммунистической партии с 1944 года.
С 1949 ‒ профессор в альма-матер. Член ПЕН-клуба с 1937 г. и Европейского обществ писателей (КОМЕС) с 1962 г. В 1957‒1963 — директор института литературы Болгарской Академии наук. Член-корреспондент БАН с 1952 г., академик — с 1974 г.
Жена — Бленика (1899—1978), болгарская писательница и переводчица.

## Творчество
Как критик выступил в начале 1920-х годов. В книгах «Писатели и творчество» (1932), «Литературные очерки» (1938) отстаивал принципы реалистического искусства.
В 1938—1943 г. основал и редактировал журнал «Изкуство и критика», в котором начинали свой литературный путь многие молодые таланты Болгарии, в том числе Валери Петров, Блага Димитрова, Радой Ралин, Александр Геров, Богомил Райнов и другие.
После окончания Второй мировой войны Георги Цанев издал одно из самых масштабных исследований — книги о творчестве П. Яворова и Н. Фурнаджиева, а также книги о истории болгарской литературы, монументальный 4-томный труд «Страници от историята на българската литература».
Особое внимание Цанева было сосредоточено на развитии отечественной революционной литературы, на проблемах реалистического метода, литературных течениях и советско-болгарских литературных отношениях.

## Избранные публикации
- «Путь Яворова» (1947),
- «Никола Фурнаджиев» (1963)
- «Страницы истории болгарской литературы» (1953, 3 доп. изд. 1958),
- «По пути реализма» (1960),
- «Традиция и новаторство» (1965),
- «Писатели и проблемы» (1965).